# Tofua

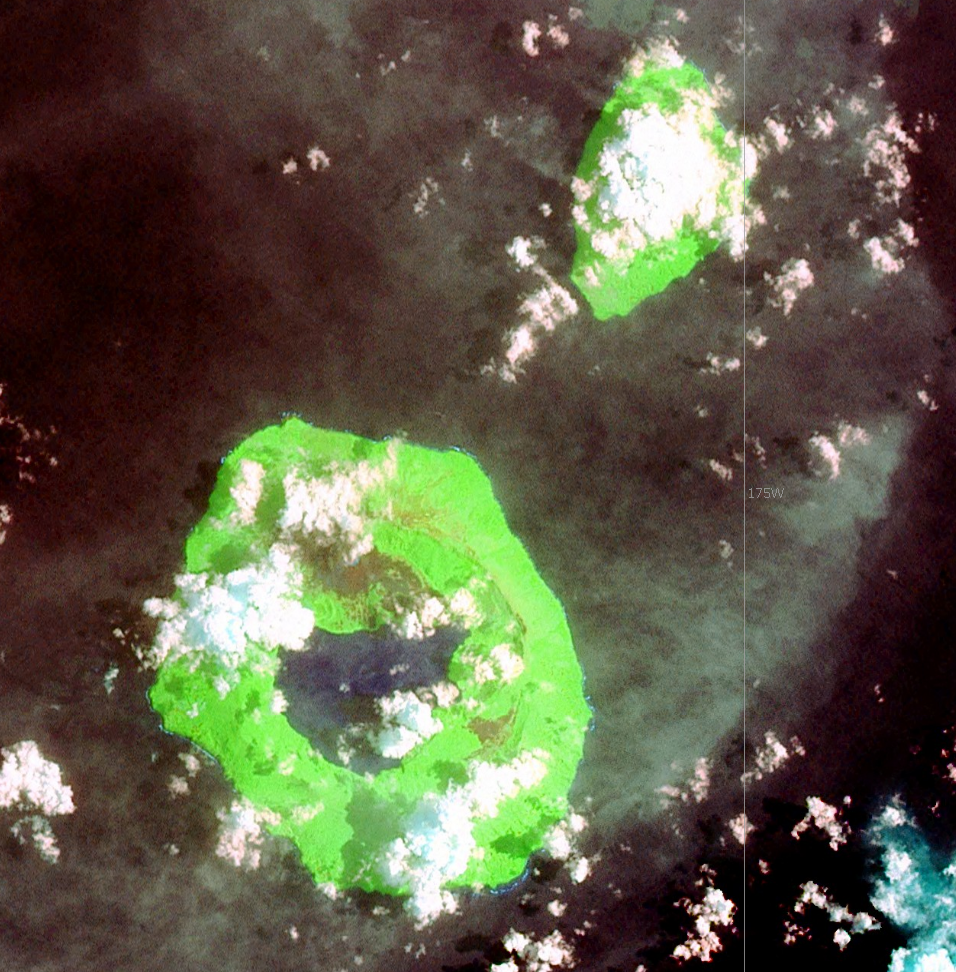
Tofua en Kao

Tofua of Tofoa is een vulkanisch eiland in Tonga. Het is 47 km² groot en ligt ten oosten van de Fiji-eilanden in de Stille Oceaan. Het hoogste punt is 558 meter. De enige zoogdieren die er voorkomen zijn een vleermuis, de Tongavleerhond (Pteropus tonganus), en wilde zwijnen. Er is  een zoetwatermeer.
Op 28 april 1789 landde hier een sloep met negentien man aan boord, onder wie kapitein William Bligh. Zij waren kort daarvoor door muiters van de Bounty overboord gezet. Aanvankelijk vonden ze bij de inheemse bevolking een vriendelijk onthaal, maar na enkele dagen merkte kapitein Bligh dat ze kwade bedoelingen hadden. Op 3 mei voer de sloep haastig weg. Een van de mannen, John Norton, bleef achter en werd door de inheemsen gedood.
Thans is het eiland onbewoond, maar het wordt af en toe bezocht door boeren uit Kotu.
Op 16 juli 2009 publiceerde de Australische krant Daily Telegraph dat de Zwitserse avonturier Xavier Rosset tien maanden heeft geleefd op dit eiland met slechts twee messen en een camera.